# Warin
Warin (phát âm tiếng Đức: [vaˈʁiːn]) là một đô thị tại huyện Nordwestmecklenburg, bang Mecklenburg-Vorpommern, miền bắc nước Đức.